# Karl Heinrich Adelbert Lipsius
Karl Heinrich Adelbert Lipsius, född den 19 januari 1805, död den 2 juli 1861, var en tysk skolman och filolog, far till Richard Adelbert, Constantin, Justus Hermann och Ida Maria Lipsius.
Lipsius, som var rektor vid Thomasschule i Leipzig, författade vetenskapliga arbeten i synnerhet angående den bibliska greciteten.